# Devour (chanson)
Cet article concerne la chanson de Shinedown. Pour le film de David Winkler, voir Le Jeu des damnés ("Devour").
Singles de Shinedown
Heroes
(2005) Second Chance
(2008)
Devour est le huitième single du groupe Shinedown sorti en 2008.

## Liste des chansons
| No | Titre  | Durée |
| -- | ------ | ----- |
| 1. | Devour | 3:49  |

## Performance dans les charts
| Charts                               | Meilleur position |
| ------------------------------------ | ----------------- |
| Billboard Hot Mainstream Rock Tracks | 1                 |
| Billboard Hot Modern Rock Tracks     | 13                |
| Billboard Hot 100                    | 114               |